# Devonshire (Schiff, 1929)
HMS Devonshire (39) war ein Schwerer Kreuzer der zweiten Gruppe der County-Klasse der Royal Navy. Die Kreuzer dieser zweiten Gruppe wurden auch als London-Klasse bezeichnet.
Die Devonshire brachte im Juni 1940 den norwegischen König Håkon VII. außer Landes und begleitete ihn fünf Jahre später wieder nach Oslo. Am 22. November 1941 versenkte der Kreuzer im Südatlantik den deutschen Hilfskreuzer Atlantis.
1947 bis 1953 diente der Kreuzer noch als Kadettenschulschiff, ehe er verschrottet wurde.

## Baugeschichte
Die Schweren Kreuzer der County-Klasse waren ein Ergebnis der Washingtoner Flottenkonferenz von 1922 und deren Grenzwerten für Kreuzer (maximal 10.000 ts, höchstens mit 203-mm-Geschütze). Die ersten sieben Schiffe – Berwick, Cornwall, Cumberland, Kent und Suffolk sowie Australia und Canberra für die Royal Australian Navy – wurden 1924 bestellt, bildeten die Kent-Klasse und kamen 1928 in Dienst.
Die Devonshire gehörte zur zweiten Gruppe dieser Kreuzer bei der Royal Navy mit London, Shropshire und Sussex. Ihnen fehlten die Torpedowulste der ersten Gruppe, da ihr Wert angesichts der geringen Breite der Schiffe zweifelhaft war. Die vier Kreuzer dieser Gruppe waren somit etwas schmaler, aber auch etwas länger als die erste Serie und deshalb etwa ¾ Knoten schneller. Als Ersatz für die fehlenden Torpedowulste wurden eine zusätzliche Lage Panzerplatten angebracht. Die Brücke wurde etwas nach hinten versetzt, um Beeinträchtigungen durch das Feuer des zweiten vorderen Turms zu reduzieren. Die drei Schornsteine waren höher ausgeführt, wie sie bei der ersten Serie erst nach Indienststellung verbessert wurden.
1932 wurden die vier Kreuzer mit einem Katapult und Flugzeugen nachgerüstet.

## Einsatzgeschichte
Die Devonshire kam zuerst zur „1st Cruiser Squadron“ im Mittelmeer. Bei einem Scharfschießen vor der Insel Skiathos in der Ägäis kam es am 26. Juli 1929 zu einem schweren Unfall. Das linke Geschütz des „X“-Turms hatte eine Fehlzündung; dessen nicht bewusst öffnete die Bedienung den Verschluss und die Treibladung explodierte. Auch die Folgeladung im Turm explodierte und 17 Mann starben im Turm. Die Devonshire musste zur Reparatur zurück nach Großbritannien. Wegen des Unfalls wurde die Verschlüsse der Geschütze geändert. Eine Öffnung der Verschlüsse ohne Schussabgabe war danach dem unmittelbaren Bedienungspersonal der Geschütze nicht mehr möglich.
Die Devonshire ging dann auf die China Station, kehrte aber schon bald wieder auf die Mittelmeerstation zurück, wo sie bis 1939 blieb. Sie war während des Spanischen Bürgerkriegs durchgehend im Einsatz. 1938 wurde auf ihr die Übergabe von Menorca an die Falangisten unterzeichnet; die Devonshire evakuierte anschließend prominente Republikaner.

## Einsatz im Zweiten Weltkrieg
Die als Flaggschiff des britischen 1. Kreuzergeschwaders dienende Devonshire war beim Kriegsbeginn in Alexandria. Als das Geschwader unter dem späteren Ersten Seelord, John H. D. Cunningham, Anfang November in die Heimat befohlen wurde, verließ der Kreuzer zusammen mit Suffolk am 3. Alexandria und dann auch mit Norfolk am 8. Gibraltar, um am 11. Plymouth zu erreichen. Nach kleineren Instandsetzungsarbeiten nahm die Devonshire am 21. ihren Dienst bei der Home Fleet auf.
Ihr erster Einsatz erfolgte am Abend des 23. November 1939, als sie mit dem Flaggschiff Nelson mit Admiral Forbes und der Rodney und sieben Zerstörern der britischen 8. Zerstörerflottille (Leader Faulknor sowie Forester, Fortune, Firedrake, Fame, Foresight und Fury) aus dem Clyde in das Seegebiet nördlich der Shetlands auslief. Der Vorstoß erfolgte auf Grund einer Meldung des Hilfskreuzers Rawalpindi der Northern Patrol, der etwa 145 Seemeilen nordwestlich der Färöer erst einen deutschen Schlachtkreuzer, dann ein Panzerschiff der Deutschland-Klasse gemeldet hatte. Tatsächlich handelte es sich um die Schlachtschiffe Scharnhorst und Gneisenau, die schon die britischen Überwachungslinie zwischen Schottland und Norwegen unbemerkt durchbrochen hatten und nun in den Atlantik vorstoßen wollten. Die deutschen Schiffe versenkten die Rawalpindi, brachen aber ihren nun entdeckten Durchbruchsversuch ab. Die britische Seite glaubte, das Panzerschiff Deutschland auf dem Weg in die Heimat zu suchen, das allerdings schon über einer Woche zuvor die britischen Kontrollzonen unbemerkt passiert hatte. Auf dem Weg nach Norden schlossen sich dem Verband der Home Fleet noch die Tribal-Zerstörer Somali, Ashanti, Punjabi and Mashona an. Wegen erheblicher Seeschäden mussten aber die Fame und die Foresight schon früh entlassen werden; die Fortune wurde als Wachboot nach Scapa Flow geschickt, um dort einen noch mit Wachdiensten betrauten, voll einsatzfähigen Zerstörer zu ersetzen. Am 25. wurde die Devonshire von den Schlachtschiffen weiter nach Norden entlassen, um mit anderen Kreuzern eine neue Überwachungslinie zu bilden. Bei der herrschenden schlechten Sicht passierten die deutschen Schlachtschiffe auf dem Rückmarsch erneut unerkannt die britischen Sicherheitslinien, die von drei Schlachtschiffen, über zehn Kreuzern und über 20 Zerstörern gebildet wurden, und liefen am Mittag des 27. November 1939 wieder in Wilhelmshaven ein. Am 29. begann auch die Devonshire wieder mit der Nelson den Rückmarsch zum Clyde, und zwei Tage später wurde die Suche nach den Deutschen aufgegeben.
Anfang April 1940 gehörte die Devonshire zu den britischen Einheiten, die für die geplante Landung in Norwegen (Operation „R 4“) Truppen an Bord genommen hatten. Nach dem Ausladung der eingeschifften Truppen ging sie am 8. April von Rosyth wieder unter Vizeadmiral Cunningham mit den Kreuzern Berwick, York, Glasgow und den sechs Zerstörern. Afridi, Gurkha, Sikh, Mohawk, Zulu und Cossack in See. Am 9. gehörte die Devonshire zum Hauptteil der Home Fleet etwa 100 sm südwestlich von Bergen, das von einem Einsatzverband besetzt werden sollte. Massive Angriffe der Luftwaffe führen zum Abbruch dieses Unternehmens. Auch die Devonshire wurde bei den Luftangriffen beschädigt.
Sie blieb allerdings beim Verband der Home Fleet und stieß am 11. mit den Schlachtschiffen Rodney, Valiant und Warspite, dem Träger Furious, den Schweren Kreuzern Berwick und York gegen Trondheim vor. Der Angriff von Torpedoflugzeugen der Furious gegen die dort zurückgebliebenen deutschen Zerstörer blieb erfolglos – die Admiral Hipper war unbemerkt ausgelaufen und nach Süden entkommen. Bei einem Angriff von zehn Heinkel He 111 der III./KG.26 gegen den britischen Verband wurde die Furious verfehlt und nur der Zerstörer Eclipse durch zwei Treffer beschädigt. Am Abend begann die Devonshire mit Berwick und York die Suche nach deutschen Streitkräften an der norwegischen Küste zwischen Trondheim und dem Vestfjord, die später bis nach Kirkenes ausgeweitet wurde. U-Boot-Angriffe gegen den Verband schlugen infolge Torpedoversagern fehl.
Anfang Mai 1940 bildete die Devonshire, weiter als Flaggschiff von Cunningham, mit der französischen Montcalm und den Zerstörern Grenade, Griffin und Imperial die Deckungsgruppe für die Evakuierung der alliierten Truppen aus Namsos.
Am 7. Juni 1940 evakuierte die Devonshire aus Tromsø den norwegischen König Haakon VII. mit seiner Familie, Regierungsvertretern und alliierten Diplomaten. Der Kreuzer hatte insgesamt 461 Passagiere an Bord. Er passierte in etwa 50 Seemeilen Abstand das Gefecht, in dem der Träger Glorious und seine beiden Begleitzerstörer von den deutschen Schlachtschiffen Scharnhorst und Gneisenau vernichtet wurden. Die Befehlshaber des Kreuzers hatten den strikten Befehl, jede Gefährdung der Evakuierten zu vermeiden.
Im August 1940 gehörte die Devonshire zu den britischen Einheiten, die den Versuch der Freien Franzosen unterstützen sollten, Dakar zu gewinnen. Sie nahm neben den Schlachtschiffen Barham und Resolution und der Kreuzer Cumberland sowie der australischen Australia an der Beschießung der französischen Marinebasis und der Stadt am 24./25. September teil. Die Vichy-treuen Truppen und Marineeinheiten verteidigten sich erfolgreich und General de Gaulle befahl den Abbruch der Operation, um nicht mehr französisches Blut zu vergießen.

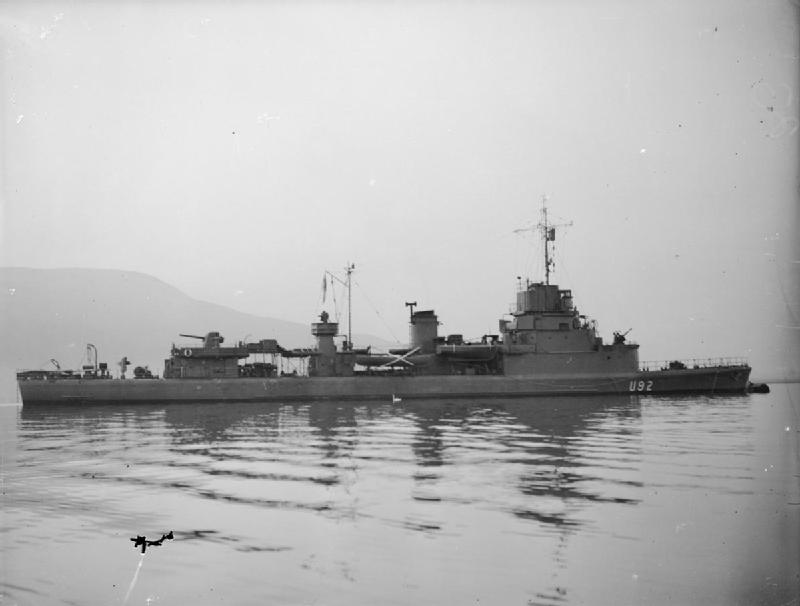
Französischer Minensucher vom Typ Elan

Zum Schutz von Französisch-Kamerun wurden am 2. Oktober 1940 eine britische Brigade von 1564 Soldaten an Bord des Transporters Westernland von Freetown nach Duala transportiert, gesichert durch die Devonshire, vier britische Zerstörer und drei frei-französische Sloops. Die Truppen wurden ab dem 7. abgesetzt und am 9. Oktober 1940 ging General de Gaulle vom Minensuchboot Commandant Duboc in Duala an Land und hisste erstmals die frei-französische Flagge auf dem französischen Gebiet.
Als Anfang November 1940 die Freien Franzosen mit Truppen der Fremdenlegion Libreville (Gabun) angriffen, sicherte die Devonshire mit dem Kreuzer Delhi diese Operation auf See. Das Vichy-französische U-Boot Poncelet wurde vom Bordflugzeug der Devonshire angegriffen und schließlich von der Sloop Milford mit Wasserbomben zum Auftauchen gezwungen und versenkte sich selbst.
Neben der Unterstützung der Frei-Französischen Kräfte hatte die in Freetown stationierte Devonshire auch die Aufgabe, die Handelsschifffahrt im Mittel- und Südatlantik zu sichern. So übernahm sie am 23. November im Mittelatlantik die Sicherung des Truppengeleits WS 4B mit zehn großen Transportern, die 23.800 Mann von Großbritannien nach Ägypten transportierten, von der Norfolk. Über Freetown und Durban hinaus begleitete die Devonshire den Geleitzug bis zum 16. Dezember, als sie im Indischen Ozean von der Shropshire abgelöst wurde. Neben der Devonshire waren auch die Cumberland und dann die Hawkins am Konvoi.
Nach Durban zurückgekehrt, suchte die Devonshire im Januar 1941 neben der Norfolk und dem Hilfskreuzers Arawa im Südatlantik erfolglos nach dem deutschen Hilfskreuzer Schiff 41 / Kormoran und lief über Freetown dann nach Großbritannien zur Überholung zurück. Das im März eingetroffene Schiff erhielt eine neue Radarausrüstung und eine erheblich verstärkte Flugabwehrbewaffnung in Liverpool.
Im Juni 1941 war die Devonshire wieder einsatzbereit und nahm den Dienst bei der Home Fleet auf. Ende Juli gehörte sie zur „Force P“, die mit den Flugzeugträgern Furious und Victorious Kirkenes und Petsamo zur Unterstützung des neuen Verbündeten Sowjetunion angriffen. Ende August gehörte der Kreuzer dann zur Fernsicherung des ersten Versuchskonvoi Dervish mit sieben Handelsschiffen von Hvalfjörður (Island) nach Archangelsk. Zur Treibstoffergänzung lief der Kreuzer am 30. August und 7. September Spitzbergen an.
Im Oktober 1941 verlegte die Devonshire als Sicherung des Truppengeleits WS 12 mit über 30.000 Soldaten wieder in den Südatlantik. Sie wurde in Südafrika abgelöst und stellte mit dem Kreuzer Colombo und den Hilfskreuzern Carthage und Carnarvon Castle einen über Madagaskar aus Indochina kommenden Geleitzug der Vichy-Franzosen von fünf Schiffen – Compiègne (9986 BRT), Bangkok (8056 BRT), Cap Touraine (8009 BRT), Cap Padaran (8009 BRT) und Commandant Dorise (5529 BRT) –, die nach Südafrika gebracht und beschlagnahmt wurden, während das einzige Sicherungsfahrzeug des Konvois, die Sloop D'Iberville, ungehindert ablaufen konnte. Die französischen Schiffe wurden von nach ihnen suchenden Martin Maryland der südafrikanischen Luftwaffe entdeckt, welche die Kreuzer heranführten. Ein Protest der Vichy-Regierung gegen die Beschlagnahme wegen des Transportes von Lebensmitteln wurde ignoriert.

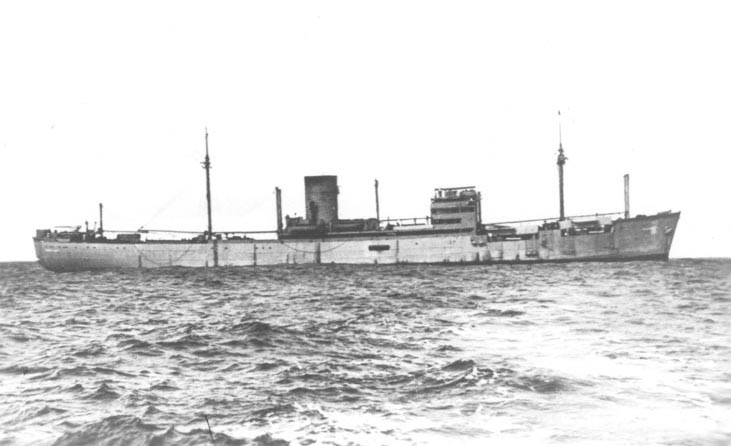
Der deutsche Hilfskreuzer Atlantis

Am 13. November 1941 ging die Devonshire wieder in See, um nach einem deutschen U-Boot-Versorger zu suchen. Die britische Funkauswertung hatte zwar den Funkverkehr der deutschen U-Boote im Südatlantik nicht entschlüsseln können, aber das Seegebiet, in dem sie versorgt wurden, stärker eingegrenzt. Die Dorsetshire, Dunedin und Carnavon Castle suchten nach möglichen U-Boot-Versorgern im Südatlantik. Die Devonshire sollte ihren Rückmarsch nach Freetown auch zu einer Suchfahrt nutzen. Nördlich von Ascension entdeckte das Supermarine-Walrus-Bordflugzeug des Kreuzer am 22. November 1941 den deutschen Hilfskreuzer Schiff 16 / Atlantis bei der Versorgung von U 126. Die Devonshire eröffnete schon auf 15 km Distanz das Feuer, erzielte Treffer und blieb auf der Distanz, die dem Hilfskreuzer keine Gegenwehr ermöglichte. Als die beschädigte Atlantis sich selbst versenkte, lief die Devonshire wegen der U-Boot-Gefahr ab, ohne sich um die Schiffbrüchigen, die geordnet ihr Schiff verlassen hatten, zu kümmern. Das getaucht auf die Annäherung des Kreuzers wartende U 126 nahm nach dem Ablaufen der Devonshire die Verwundeten unter Deck und die Hilfskreuzerbesatzung mit ihren Booten in Schlepp, die schließlich fast vollzählig die Heimat erreichte.
Die Devonshire wurde von Januar bis März 1942 in Norfolk, Virginia überholt und kehrte dann in den Südatlantik zurück. Sie begleitete dabei zwei nach Westafrika und Ascension bestimmte US-Truppentransporte mit den Kreuzern USS Cincinnati und Memphis sowie acht Zerstörern. Ab April sicherte sie dann den Aufmarsch der Kräfte für die britische Landung nahe Diego Suarez auf Madagaskar.
Den Rest des Jahres verbrachte der Kreuzer mit dem Schutz der Handelswege im Indischen Ozean und zeitweise Suchoperationen gegen U-Boot-Versorger.
Im Februar 1943 sicherte die Devonshire mit dem Kreuzer Gambia den Konvoi Pamphlet, der mit den Passagierschiffen Queen Mary (80.774 BRT), Aquitania (45.647 BRT), Ile de France (42.050 BRT), Nieuw Amsterdam (36.287 BRT) und Queen of Bermuda (22.575 BRT) aus dem Mittleren Osten 30.000 australische Soldaten in die Heimat brachte. Am 18. Februar verließ der Kreuzer den Konvoi in Fremantle beim Erreichen Australiens und kehrte zur British Eastern Fleet zurück. Im März startete die Devonshire zu ihrer Rückreise über Südafrika und Freetown nach Großbritannien zur Grundüberholung. Diese begann im Mai 1943 in Newcastle upon Tyne und dauerte bis zum März 1944.
Nach einem Training für einen möglichen Einsatz zur Unterstützung der Invasion in der Normandie kam die Devonshire zur Sicherung von Trägern der Home Fleet zum Einsatz. Am 17. Juli 1944 fand ein erfolgloser Trägerraid gegen die im Altafjord liegende Tirpitz statt. Am 10. August war sie an einem Angriff der Indefatigable und zweier Geleitträger gegen den deutschen Flugplatz Gossen bei Kristiansand und den Schiffsverkehr vor der norwegischen Küste beteiligt. Ende August sicherte sie dann wieder die Träger der Home Fleet bei einem Angriff auf die Tirpitz, wobei auch der Geleitzug JW 59 gesichert wurde.

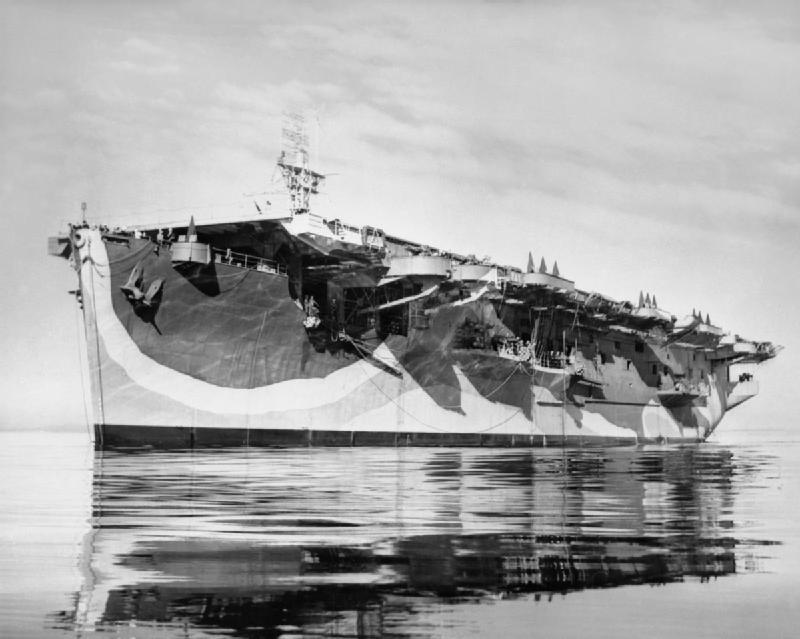
Der Geleitträger Trumpeter arbeitete ab September mit der Devonshire zusammen

Weitere Einsätze erfolgten Mitte September im Raum Stadlandet, Ende Oktober im Raum Ålesund und am 14. Dezember erneut gegen den Schiffsverkehr vor Stadlandet, wo gegen den Verband 30 Ju-88-Torpedoflugzeuge des II/KG.26 eingesetzt wurden, welche die britischen Schiffe nicht fanden.

## Aufgaben nach dem Kriegsende
Am 13. Mai 1945 lief die Devonshire mit den Minenlegern Ariadne und Apollo – die den norwegischen Kronprinzen Olav und die norwegische Exilregierung an Bord hatte – sowie vier Zerstörern in Oslo ein. Noch am gleichen Tag verlegte der Kreuzer mit den Zerstörern Iroquois und Savage nach Kopenhagen, wo sie die Birmingham und zwei Zerstörer als Wachschiffe ablösten. Vom 24. bis zum 26. Mai begleiten Devonshire, Iroquois und Savage zusammen mit dem Kreuzer Dido die deutschen Kreuzer Prinz Eugen und Nürnberg von Kopenhagen nach Wilhelmshaven.
Am 5. bis 7. Juni begleitete die Devonshire mit den Zerstörern Onslow, Obdurate, Orwell und der norwegischen Stord den auf der Norfolk heimkehrenden König Håkon VII., der in Oslo begeistert empfangen wurde. Die britischen Einheiten nahmen an den Feiern in Oslo fünf Tage teil.
Anschließend wurde die Devonshire als Truppentransporter hergerichtet. Am 29. Juni 1945 lief sie zum ersten Mal in dieser Aufgabe von Plymouth nach Australien aus. Bis zum Januar 1946 transportierte die Devonshire Truppen, befreite Kriegsgefangene und Offizielle auf Überseestationen oder zurück in die Heimat. Danach wurde der schwere Kreuzer in das neue Kadettenschulschiff der Royal Navy umgebaut. Von der schweren Artillerie blieb nur ein vorderer Turm erhalten. Dazu blieben zwei 102-mm-Zwillingsgeschütze und je eine Zwillings-/Einzel-Oerlikon-Maschinenkanone an Bord. Neu installiert wurde ein Vierfach-2-pdr-pom-pom-Geschütz und ein einzelnes 40-mm-Bofors-Geschütz. Auch wurden wieder vier alte 47-mm-Hotchkiss-Kanonen als Salutgeschütze aufgestellt. In der neue Aufgabe bestand die Besatzung aus 48 Offizieren und 560 Mann; dazu kamen noch 227 Kadetten. Die Maschine wurde nur noch mit der Hälfte der Kessel (4) betrieben, die mögliche Höchstgeschwindigkeit war nun auf 21 Knoten beschränkt. In der neuen Aufgabe verblieb das Schiff bis 1953 und nahm im Juni 1953 noch an der Großen Flottenparade anlässlich der Krönung von Elizabeth II. teil. Das Leben an Bord wird in John Winton’s We Joined the Navy beschrieben. Am 16. Juni 1954 wurde die Devonshire zum Abbruch verkauft, der ab Mitte Dezember 1954 in Newport, Wales bei der Firma John Cashmore Ltd erfolgte.